# 영원한 남사친
《영원한 남사친》(영어: Friendzone)은 2021년 넷플릭스에서 공개한 영화이다

## 캐스팅

### 주연
- 미카엘 뤼미에르 : 티볼트 역

### 조연
- 마농 아젬 : 모드 역
- 파딜리 카마라 : 룰루 역
- 콘스탄스 아르놀드 : 알렉산드라 역
- 나다 벨카 : 라 팡시투 역